# Ліберті (округ, Флорида)
Шаблон:StateAbbr_ 30°14′ пн. ш. 84°53′ зх. д. / 30.23° пн. ш. 84.89° зх. д.
Округ Ліберті (англ. Liberty County) — округ (графство) у штаті Флорида, США. Ідентифікатор округу 12077.

## Історія
Округ утворений 1855 року.

## Демографія
За даними перепису 2000 року загальне населення округу становило 7021 осіб, усе сільське. Серед мешканців округу чоловіків було 4154, а жінок — 2867. В окрузі було 2222 домогосподарства, 1554 родин, які мешкали в 3156 будинках. Середній розмір родини становив 3.
Віковий розподіл населення поданий у таблиці:
| Стать    | До 15 років | 15-21 | 22-29 | 30-39 | 40-49 | 50-65 | 65-85 | Понад 85 |
| -------- | ----------- | ----- | ----- | ----- | ----- | ----- | ----- | -------- |
| Чоловіки | 632         | 314   | 742   | 914   | 681   | 542   | 307   | 22       |
| Жінки    | 603         | 294   | 276   | 411   | 412   | 484   | 352   | 35       |

## Суміжні округи
- Гедсден — північний схід
- Вакулла — схід
- Леон — схід
- Франклін — південь
- Галф — південний захід
- Калгун — захід
- Джексон — північний захід